# 1573 Väisälä
Vaisala (asteroide 1573) é um asteroide da cintura principal com um diâmetro de 9,77 quilómetros, a 1,8234434 UA. Possui uma excentricidade de 0,2312225 e um período orbital de 1 334,21 dias (3,65 anos).
Vaisala tem uma velocidade orbital média de 19,33957497 km/s e uma inclinação de 24,55189º.
Este asteroide foi descoberto em 27 de Outubro de 1949 por S. Arend.
O seu nome é uma homenagem ao astrônomo e físico finlandês Yrjö Väisälä.